# Как мужчины грабят в Чикаго
«Как мужчины грабят в Чикаго» — немой короткометражный фильм Уоллеса Маккатчена. Премьера состоялась в апреле 1900 года.

## Сюжет
Пародия на чикагского разбойника. Пожилой джентльмен грабил с помощью головорезов, которые нечаянно оставили деньги у алкоголика. Полицейский берёт у алкоголика деньги, не обращая внимания на тяжёлое положение алкоголика.
Съёмки проводились в Нью-Йорке 24 апреля 1900 года.